# Stan Nijholt
Stan Nijholt is een personage uit de Nederlandse soapserie Goede tijden, slechte tijden. Hij werd tussen 1993 en 1996 gespeeld door Paul Groot.

## Verhaallijn in grote lijnen
Stan Nijholt verloor beide ouders bij een vliegramp en vindt de erfenis een soort bloedgeld en verspilt het door zijn vrienden zeer dure cadeaus te geven en zelf allerlei dingen te kopen.
Als graffitikunstenaar begon hij later een eigen atelier, onder andere bij de moeder van een van zijn vrienden (Arnie Alberts) op zolder, bij Laura Alberts-Selmhorst. Het atelier is zeer succesvol.
Stan Nijholt krijgt een affaire met Laura Alberts, tot grote woede van Robert Alberts, de man van Laura. Na een tijdje stopt de affaire en krijgt hij een relatie met Linda Dekker, waar Robert Alberts eerder een affaire mee had. Nijholt ontdekt dat zijn relatie met Linda Dekker vooral op lust is gebaseerd en verbreekt de relatie.
Enige tijd later ontmoet hij ene Fatima Yilmaz, een Turkse. Hij wordt verliefd op haar en als zij na enige tijd terug wil naar Turkije reist Nijholt haar achterna (en verlaat zo de serie).